# Coelorinchus yurii
Coelorinchus yurii és una espècie de peix de la família dels macrúrids i de l'ordre dels gadiformes.